# Tectaria impressa
Tectaria impressa là một loài thực vật có mạch trong họ Dryopteridaceae. Loài này được (Fée) Holttum miêu tả khoa học đầu tiên năm 1988.